# Свічківка (Лубенський район)
Сві́чківка — село в Україні, в Лубенському районі Полтавської області. Колишній орган місцевого самоврядування — Оріхівська сільська рада. Населення становить 32 особи.

## Географія
Село Свічківка знаходиться між селами Матяшівка і Стадня (1 км). По селу протікає пересихаючий струмок з загатою.

## Історія
12 червня 2020 року, відповідно до розпорядження Кабінету Міністрів України № 721-р «Про визначення адміністративних центрів та затвердження територій територіальних громад Полтавської області», село увійшло до складу Лубенської міської громади.
19 липня 2020 року, в результаті адміністративно - територіальної реформи та ліквідації Лубенського району(1923-2020), село увійшло до складу новоутвореного Лубенського району.

## Населення
Згідно з переписом УРСР 1989 року чисельність наявного населення села становила 54 особи, з яких 18 чоловіків та 36 жінок.
За переписом населення України 2001 року в селі мешкали 32 особи. 100 % населення вказало своєю рідною мовою українську мову.

## Відомі люди
- Георгій Світлані (справжнє ім'я —Григорій Данилович Піньковський) (1895—1983) — актор кіно і естради, родом зі Свічківки.